# Primus & the Chocolate Factory with the Fungi Ensemble
Primus & the Chocolate Factory with the Fungi Ensemble ist das achte Studioalbum der Band Primus. Es erschien 2014 bei ATO Records.

## Hintergrund
Das Album ist eine Neu-Interpretation des Soundtracks des Films Charlie und die Schokoladenfabrik aus dem Jahr 1971. Es ist das erste vollständige Studio-Album der Band mit Schlagzeuger Tim Alexander seit dem Album Tales from the Punchbowl im Jahr 1995.

## Titel
Texte und Musik: Leslie Bricusse & Anthony Newley, neu arrangiert von Les Claypool (Musik), Larry LaLonde (Gitarre), Tim „Herb“ Alexander (Perkussion).
| Nr.          | Titel                   | Länge |
| ------------ | ----------------------- | ----- |
| 1.           | Hello Wonkites          | 2:00  |
| 2.           | Candy Man               | 4:25  |
| 3.           | Cheer Up Charlie        | 3:35  |
| 4.           | Golden Ticket           | 5:07  |
| 5.           | Lermaninoff             | 0:04  |
| 6.           | Pure Imagination        | 5:28  |
| 7.           | Oompa Augustus          | 1:41  |
| 8.           | Semi-Wondrous Boat Ride | 2:35  |
| 9.           | Oompa Violet            | 1:45  |
| 10.          | I Want It Now           | 4:09  |
| 11.          | Oompa Veruca            | 1:39  |
| 12.          | Wonkmobile              | 1:14  |
| 13.          | Oompa TV                | 1:42  |
| 14.          | Farewell Wonkites       | 4:58  |
| Gesamtlänge: | Gesamtlänge:            | 40:22 |

## Besetzung

### Primus
- Les Claypool – Bass (Titel 3, 4, 6, 12), Kontrabass (Titel 1, 2, 7–11, 13, 14), Streichinstrumente (Titel 1, 2, 4, 7, 9, 11, 13, 14), Marimba (Titel 1, 8, 14) Gesang (Titel 2–4, 6–9, 11–13), Hintergrundgesang (Titel 10), Perkussion (Titel 10)
- Larry LaLonde – Gitarre (Titel 1–11, 13, 14), Gesang (Titel 10)
- Tim „Herb“ Alexander – Schlagzeug (Titel 1–4, 6–10, 13, 14)

### The Fungi Ensemble
- Mike Dillon – Vibraphone (Titel 2, 4, 6, 7, 9, 10, 13), Marimba (Titel 2, 4, 10), Tablas (Titel 3)
- Sam Bass – Cello (Titel 3, 6, 8, 10)

## Rezeption
Siggy Zielinsky von den Babyblauen Seiten gibt dem Album eine Wertung von 9/15: „Wenn man ganz streng ist, könnte man ‚Primus & The Chocolate Factory With The Fungi Ensemble‘ das beste Frog Brigade-Studioalbum nennen, denn die Musik klingt eindeutig mehr nach Les Claypools wohl bestem Projekt als nach Primus. Larry LaLonde ist wieder mal unterbeschäftigt, so dass kaum Primus-Stimmung aufkommt... Wie bei ‚Green Naugahyde‘ bin ich daher auch hier wieder etwas zwiegespalten, was die Bewertung angeht...“